# Manuel Gómez (clarinetista)
Manuel de Jesús Eduardo Juan Rosa de la Santíssima Trinidad Gómez (Sevilla, 6 de juny, 1859 - Londres (Regne Unit), 8 de gener, 1922), fou un clarinetista espanyol i membre fundador de la London Symphony Orchestra. Format per Cyrille Rose al Conservatori de París, Manuel Gómez va generalitzar l'ús del clarinet del sistema Boehm al Regne Unit sobre l'antic sistema simple.

## Biografia
Manuel Gómez va néixer a Sevilla en el si d'una família molt modesta. Poc després del seu naixement, el seu pare Manuel, que es guanyava la vida fent arnesos, va morir, deixant tres fills: Trinidad, Manuel i Francisco. La seva mare perd la vista, se li confia Trinitat, Francisco se'n va a viure amb la seva àvia i Manuel és enviat a l'Asilo de Mendicidad de San Fernando, on comença l'estudi de la música i el clarinet.
Als 18 anys va deixar l'orfenat i va marxar a Madrid per estudiar clarinet al Conservatori de Madrid del 1879 al 1881. El seu germà Francisco va seguir l'exemple de Manuel i també va començar a estudiar clarinet. Durant la seva estada a Madrid, Manuel Gómez va completar tots els anys que li quedaven d'estudis en un sol any amb una nota excepcional. Va guanyar el primer premi de clarinet.
Mentrestant, Francisco va debutar a Sevilla i també va destacar al clarinet. Els dos germans van rebre una beca de la Diputació Provincial de Sevilla per estudiar al Conservatori de París a la classe de Cyrille Rose. Van arribar a París el setembre de 1882 i van conèixer el clarinet del sistema Boehm, amb el qual van perfeccionar la seva tècnica i van completar els estudis (1r lloc el 1884, 2n premi el 1885).
El 26 d'abril de 1885 va tocar amb Hélène Krzyżanowska al piano el final del gran duet per a piano i clarinet, op. 47, de Weber durant un concert d'exercicis d'alumnes del conservatori.
El 1886, Manuel va viatjar a Londres amb una companyia d'òpera. Aleshores, ja era clarinet principal de l'orquestra de l'Òpera de París i va decidir instal·lar-se a la capital anglesa. Francisco es va unir a ell uns mesos després.
Amb prou feines un any després de la seva arribada, Manuel va actuar com a solista en un concert extraordinari celebrat a Covent Garden davant de la reina Victòria per celebrar el 50è aniversari del seu accés al tron. Poc després, el 1892, els dos germans es van incorporar a l'Orquestra de l'Òpera de Covent Garden i es van convertir en membres de la "Queen's Hall Orchestra" des de la seva fundació el 1894. Manuel es va convertir en primer clarinet i Francisco segon clarinet.
| « | "(Manuel té) un so realment excepcional, amb una combinació de brillantor en el primer i segon registre, així com una gran dolçor en el registre agut" | » |

 — Pamela Weston, Virtuós del clarinet del passat
| « | "El concert per a clarinet i orquestra del Sr. Percy Pitt, un jove músic anglès digne, va servir sobretot per destacar les qualitats de la interpretació del Sr. Manuel Gómez. És una composició ben feta, però d'un gènere massa exclusivament pirotècnic." | » |

 — L. SH., Le Ménestrel, 6 de febrer de 1898, p.46.

## The Proms i l'Orquestra Simfònica de Londres
Els Proms, coneguts generalment com a BBC Proms, són una sèrie de concerts diaris de música orquestral clàssica que se celebren anualment des de mitjans de juliol fins a mitjans de setembre. Aquests concerts van ser fundats per l'empresari Robert Newman i el director d'orquestra Henry Wood, que van dirigir el primer concert el 10 d'agost de 1895 al Queen's Hall. En aquest memorable concert van tocar tots dos germans, Manuel com a primer clarinet i Francisco com a segon clarinet.
| « | "Gómez, sevillà i clarinet! Això gairebé fa riure, però si tenim en compte -hi ha músics a Espanya que ho saben- que Manuel Gómez és el millor clarinetista del món, el riure s'atura als llavis per donar pas a expressions de respecte i admiració..(...) Gómez és una institució a Anglaterra." | » |

 — Ramiro de Maeztu, diari La Correspondencia de España, març de 1905

## La seva trobada amb el Rei i el Titànic
El 1911, Manuel Gómez va ser convidat per la banda privada del rei a tocar per al rei Jordi V al palau de Buckingham. Després d'haver viscut a Anglaterra durant gairebé 25 anys, se li va demanar que canviés de nacionalitat, perquè cap músic estranger no podia tocar per a la família reial britànica. No obstant això, el clarinetista sevillà no hi va estar d'acord. Així, donat el prestigi de l'instrumentista, la Banda Privada del Rei va tocar amb Manuel Gómez, que va ser presentat al Rei com "el famoso clarinetista español".
Un any més tard, Manuel va fer una gira pels Estats Units i el Canadà amb l'Orquestra Simfònica de Londres, fent 28 concerts en 21 dies a 23 ciutats diferents. L'Orquestra Simfònica de Boston va intentar contractar-lo en va. Així, a mitjans d'abril de 1912, va embarcar en el transatlàntic Baltic per tornar a Anglaterra. A primera hora del 15 d'abril arriba el SOS: el Titanic ha colpejat un iceberg i s'enfonsa. Immediatament, el Bàltic va acudir en ajuda del famós transatlàntic a tota velocitat. La tragèdia va sorprendre a tots els músics de l'orquestra de Londres, sobretot perquè havien planificat el seu viatge d'anada als Estats Units al Titanic. Però la "White Star Line" va haver de retardar tres setmanes el viatge inaugural del seu vaixell insígnia, obligant l'orquestra anglesa a navegar en un vaixell menys prestigiós. Els dies posteriors al dramàtic accident, músics de l'orquestra simfònica van organitzar concerts benèfics a Londres per ajudar els orfes del Titànic.

## Els seus últims anys
Manuel Gómez es va retirar el 1915, però va continuar tocant i donant concerts fins al 1921. El càncer el va deteriorar ràpidament i va morir a Londres el 8 de gener de 1922. Francisco va deixar Londres i es va establir al nord de Gal·les. Va morir el 5 de gener de 1938. Dels dos germans, Manuel és qui va mantenir els vincles més estrets amb Espanya. Es va casar amb l'espanyola Adela Yglesias, ballarina de l'Òpera de París, a Manchester el 1890.
Anglaterra, amb la seva intensa activitat orquestral, va permetre als germans Gómez desenvolupar el seu talent i ser els protagonistes d'una època en què les orquestres del segle XIX es van transformar en el que avui coneixem. Però també van compartir el seu destí en els moments més difícils i, com tants d'altres, van pagar un preu alt.
Durant la Primera Guerra Mundial, els fills de Manuel i Francisco van participar en la guerra, lluitant per Anglaterra. Des dels primers dies de combat, els dos fills de Francisco van morir a les trinxeres del front francès. El fill de Manuel, Harry, va tenir més sort: va participar en la batalla de Gal·lípoli, una de les més dures i sagnants de tota la guerra, i va resultar ferit a la cama, però afortunadament va sobreviure. Anys més tard, durant la Segona Guerra Mundial, una bomba voladora V-1 va caure a la casa dels Gómez a Londres, matant l'esposa de Manuel, Adela, i dues de les seves filles. La seva tercera filla va ser trobada greument ferida, la seva mare l'havia protegit amb el seu cos quan va sentir que arribava la bomba i, tot i que va sobreviure, mai es va recuperar del tot.

## Col·lecció
L'abril de 2018, el clarinetista canadenc Harold Gómez, net del clarinetista Manuel Gómez, va donar al Museu del Conservatori de Madrid el clarinet fabricat l'any 1900 pel fabricant anglès Boosey & Company seguint les instruccions del mateix Manuel Gómez. Aquest sistema de claus s'anomena "sistema Gómez-Boehm".
Fins ara es coneixen al món tres exemples d'aquest model de clarinet: un es troba al Museu Horniman de Londres, un altre pertany a una col·lecció privada d'Arizona i el tercer a Madrid.

## Enregistraments
- Fantaisie brillante sur Rigoletto de Verdi, El clarinet: enregistraments històrics, vol. 1 (Enregistrat 1898-1940), arranjament per Luigi Bassi, amb Manuel Gómez, (Clarinet i Saxophone Classics, 1993)